# Boeing 737 Next Generation
O Boeing 737 Next Generation, comumente abreviado como 737NG, ou 737 Next Gen, é a série -600/-700/-800/-900 do Boeing 737. É a derivada de terceira geração do 737, e segue a série 737 Classic (-300/-400/-500), que começou a produção nos anos 80. São aviões a jato de curto a médio alcance, de corpo estreito, alimentados por dois motores. Produzida desde 1996 pela Boeing Commercial Airplanes, a série 737NG inclui quatro variantes e pode acomodar entre 110 e 210 passageiros.
Formalmente lançado em 1993, o 737NG é uma atualização dos modelos anteriores do 737 Classic com uma asa redesenhada que é maior em área, com uma envergadura mais ampla e maior capacidade de combustível. É equipado com motores da série CFM56-7, um cockpit de vidro, e apresenta configurações de interiores aprimoradas e redesenhadas. Os upgrades de desempenho e capacidade de seu predecessor incluem maior alcance, maior capacidade (em suas maiores variantes) e especificações de peso máximo máximo de decolagem (MTOW).
Em 31 de janeiro de 2019, um total de 7.089 aeronaves 737NG foram encomendadas, das quais 6.996 foram entregues.  Os pedidos restantes estão nas variantes -700 BBJ, -800, -800 BBJ e -900ER.  A variante mais comum é a -800, que teve mais de 5.000 entregues a partir de 2019 e é a aeronave narrowbody mais usada.  A principal competição do 737NG é com a família Airbus A320 .  Modelos atualizados e re-engined em desenvolvimento como a série 737 MAX acabarão por suplantar o 737NG, com o primeiro 737 MAX entregue em 2017.

## Design e desenvolvimento

### Background
Quando o cliente regular da Boeing, a United Airlines, comprou o Airbus A320 fly-by-wire tecnologicamente mais avançado, isso levou a Boeing a atualizar as variantes mais lentas e de menor alcance do 737 Classic para as variantes mais novas e mais eficientes.  Em 1991, a Boeing iniciou o desenvolvimento de uma série atualizada de aeronaves.  Depois de trabalhar com clientes em potencial, o programa 737 Next Generation (NG) foi anunciado em 17 de novembro de 1993.  O 737NG engloba as variantes -600, -700, -800 e -900.  O programa NG foi a atualização mais significativa da célula até hoje. O desempenho do 737NG seria essencialmente o de um novo avião, mas a comunalidade importante seria mantida das 737 gerações anteriores.
A asa foi modificada para aumentar sua área em 25% e seu alcance em 16 ft (4.88 m). Embora uma seção transversal mais fina tenha sido criada, a capacidade total de combustível aumentou em 30%.  Foram utilizados novos motores CFM56-7B mais silenciosos e mais econômicos em termos de combustível.  Essas melhorias combinadas para aumentar o alcance do 737 em 900   nmi, permitindo o serviço transcontinental.  Um programa de teste de voo foi realizado usando 10 das novas aeronaves NG: 3 -600s, 4 -700s e 3 -800s.

### Interior

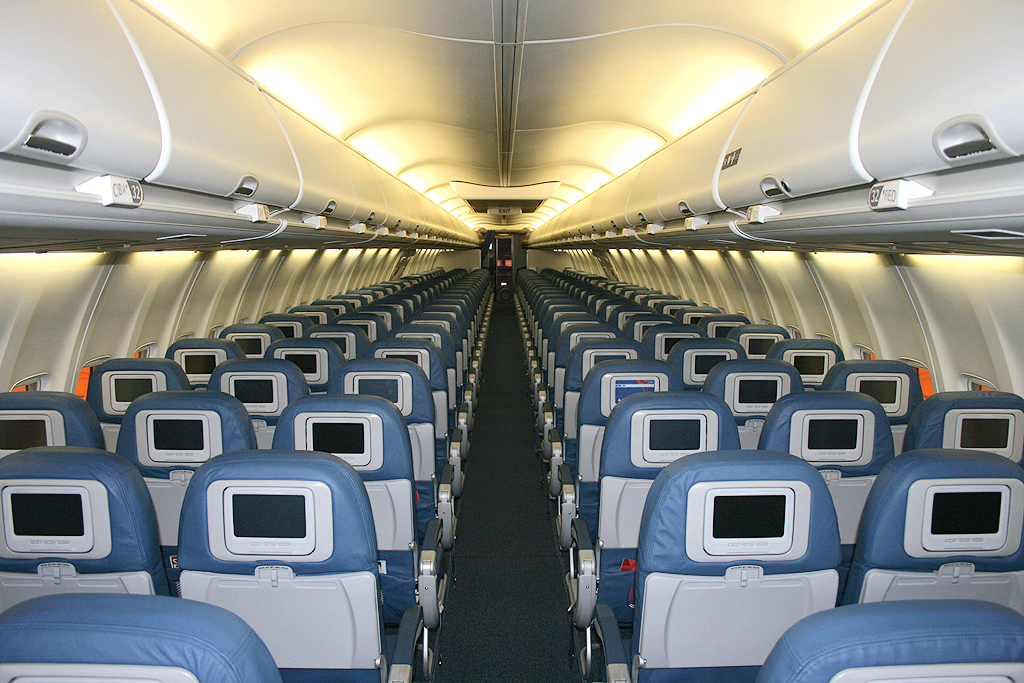
Cabine Delta Air Lines 737-800 com interior convencional

A cabine de passageiros de uma aeronave 737 Next Generation melhorou o interior anterior do Boeing 757-200 e as variantes do Boeing 737 Classic, incorporando recursos selecionados do Boeing 777, como caixotes suspensos maiores e mais arredondados e painéis de teto curvos. O interior do 737 Next Generation também se tornou o interior padrão do Boeing 757-300 e posteriormente tornou-se opcional no 757-200.
Em 2010, os interiores das novas aeronaves 737 Next Generation incluiriam um design de interiores atualizado semelhante ao do Boeing 787 .  Conhecido como o Boeing Sky Interior (BSI), ele introduziu novos compartimentos suspensos giratórios (um primeiro para uma aeronave de fuselagem estreita da Boeing), novas paredes laterais, novas unidades de serviço para passageiros e iluminação de iluminação LED .  Os "Space Bins" mais novos da Boeing podem transportar 50% a mais do que as caçambas articuladas, permitindo assim que o 737-800 segure 174 bagagens de mão.  A Boeing também ofereceu retrofits BSI para aeronaves 737NG mais antigas.

### Produção e testes
O primeiro NG a ser lançado foi um −700, em 8 de dezembro de 1996. Esta aeronave, a 2.843a 737 construída, voou pela primeira vez em 9 de fevereiro de 1997 com os pilotos Mike Hewett e Ken Higgins.  O protótipo −800 foi lançado em 30 de junho de 1997 e voou pela primeira vez em 31 de julho de 1997, pilotado por Jim McRoberts e novamente por Hewett.  A menor das novas variantes, a série −600, é idêntica em tamanho a −500, lançada em dezembro de 1997, com um voo inicial ocorrendo em 22 de janeiro de 1998; foi concedido o certificado FAA em 18 de agosto de 1998.
A Boeing aumentou a produção de 737 de 31,5 para 35 por mês em janeiro de 2012, para 38 por mês em 2013, para 42 por mês em 2014, e está planejada para atingir as taxas de 47 por mês em 2017 e 52 por mês em 2018.
A taxa de produção mensal poderia chegar a 57 por mês em 2019, mesmo para o limite de fábrica de 63 anos depois. Um único avião é produzido na Boeing Renton Factory em 10 dias, menos da metade do que era há apenas alguns anos.  A fuselagem vazia da Spirit AeroSystems em Wichita, Kansas , entra na fábrica no dia 1. A fiação elétrica é instalada no dia 2 e as máquinas hidráulicas no dia 3. No dia 4, a fuselagem é suspensa e girada em 90 graus, as asas são acopladas ao avião em um processo de seis horas, juntamente com o trem de pouso , e o avião é girado novamente em 90 graus. O processo de montagem final começa no dia 6 com a instalação de assentos de companhias aéreas , cozinhas , lavatórios , compartimentos aéreos , etc.  Os motores são anexados no dia 8.  Ele sai da fábrica para voos de teste no dia 10.

### Novos desenvolvimentos

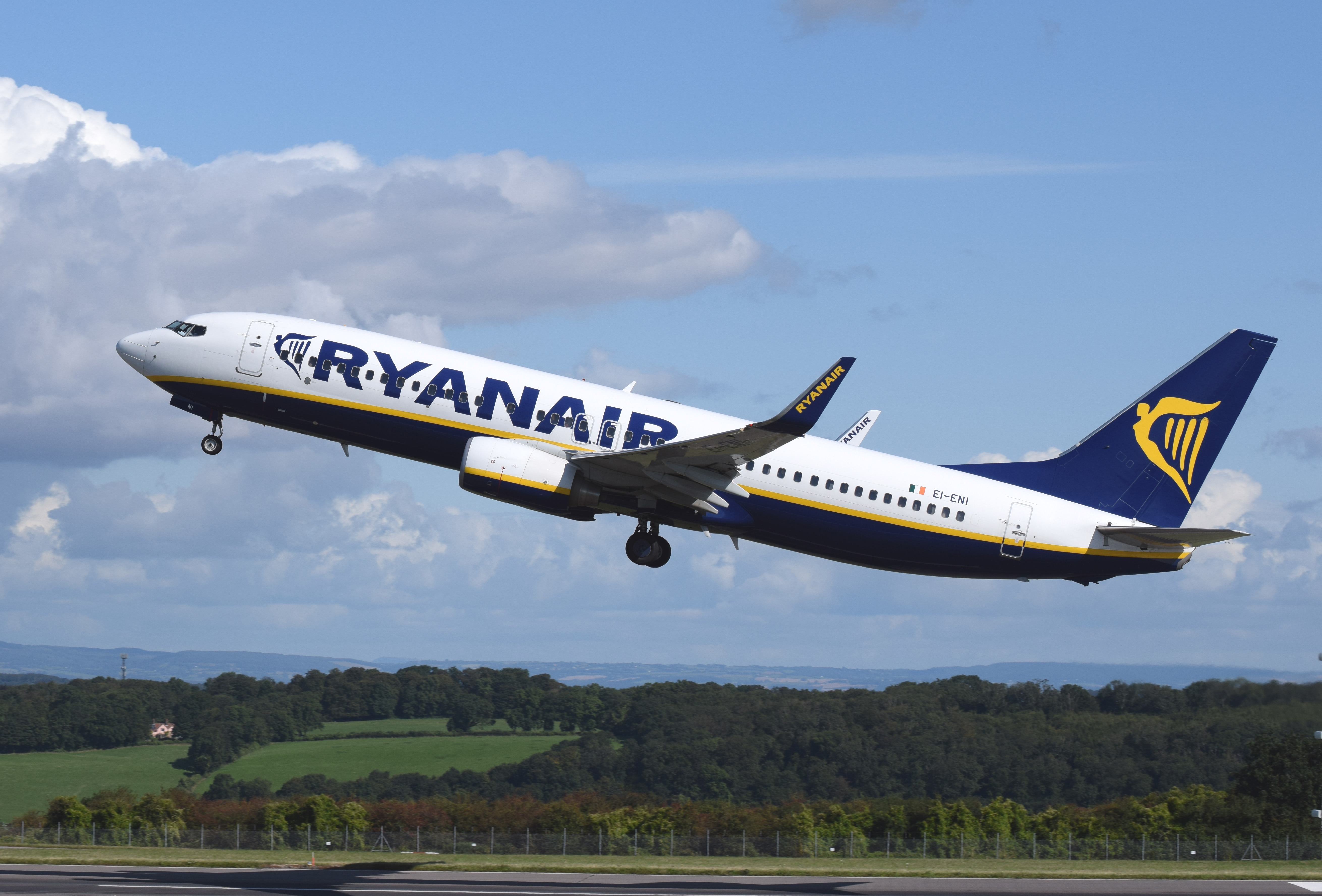
Boeing 737-800 da Ryanair decolando

Em 2004, a Boeing ofereceu um pacote de Desempenho de Campo Curto em resposta às necessidades da Gol Transportes Aéreos, que freqüentemente operam a partir de aeroportos restritos. Os aprimoramentos melhoram o desempenho de decolagem e pouso. O pacote opcional está disponível para os modelos 737NG e equipamento padrão para o 737-900ER.
Em julho de 2008, a Boeing ofereceu os novos freios de carbono da Messier-Bugatti-Dowty para os Next-Gen 737, destinados a substituir os freios de aço e reduzir o peso do freio por 550–700 libra (massa)s (250–320 kg)  dependendo se os freios de aço padrão ou de alta capacidade foram instalados.  Uma redução de peso de 700 libra (massa)s (320 kg)   em um 737-800 resulta em redução de 0,5% na queima de combustível. A Delta Air Lines recebeu o primeiro modelo Next-Gen 737 com este pacote de freio, um 737-700, no final de julho de 2008.
Em 21 de agosto de 2006, a Sky News alegou que os Next Generation 737 da Boeing, construídos de 1994 a 2002, continham peças defeituosas.  O relatório afirmou que várias partes da estrutura produzida pela Ducommun foram consideradas defeituosas pelos funcionários da Boeing, mas que a Boeing se recusou a agir.  A Boeing disse que as acusações eram "sem mérito".  No entanto, uma investigação de um ano da série People & Power da Al Jazeera em 2010 questiona a segurança de algumas peças estruturais em 737s.
Como as primeiras aeronaves 737NG estão disponíveis no mercado, elas são ativamente comercializadas para serem convertidas em aviões de carga através do projeto Boeing Converted Freighter, já que a economia operacional é atraente devido aos baixos custos operacionais e disponibilidade de pilotos certificados em uma estrutura robusta.     

### Substituição e reengenharia

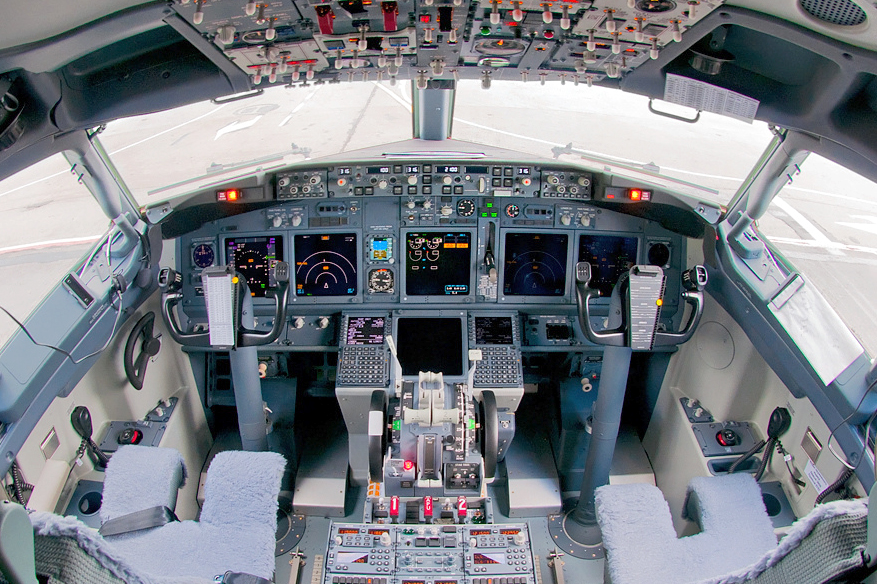
S7 Airlines Boeing 737-800 cockpit

Desde 2006, a Boeing discutiu a substituição do 737 por um design "clean sheet" (chamado internamente de "Boeing Y1"), que poderia seguir o Boeing 787 Dreamliner.  Uma decisão sobre essa substituição foi adiada e adiada para 2011.
Em 20 de julho de 2011, a Boeing anunciou planos para uma nova versão 737 a ser alimentada pelo motor CFM International LEAP-X, com a American Airlines pretendendo encomendar 100 dessas aeronaves.  Internamente, uma versão de mudança mínima do Leap-X é a provável configuração final para o 737 re-engined proposto, e espera-se que aumente 10–12% na queima de combustível. A entrada em serviço foi planejada para 2016 ou 2017, com os novos modelos provavelmente sendo designados 737-7 / -8 / -9, sendo baseados no 737-700 / -800 / -900ER, respectivamente.
Em 30 de agosto de 2011, a Boeing confirmou o lançamento da nova variante do 737 , chamada 737 MAX .  Espera-se que seus novos motores CFM International LEAP-1B forneçam uma queima de combustível 16% menor que a atual Airbus A320 .  A Boeing entregou o primeiro 737 MAX 8 para a Malindo Air em 16 de maio de 2017.  O 737 MAX compete com a família Airbus A320neo.

## Variantes

### 737-600

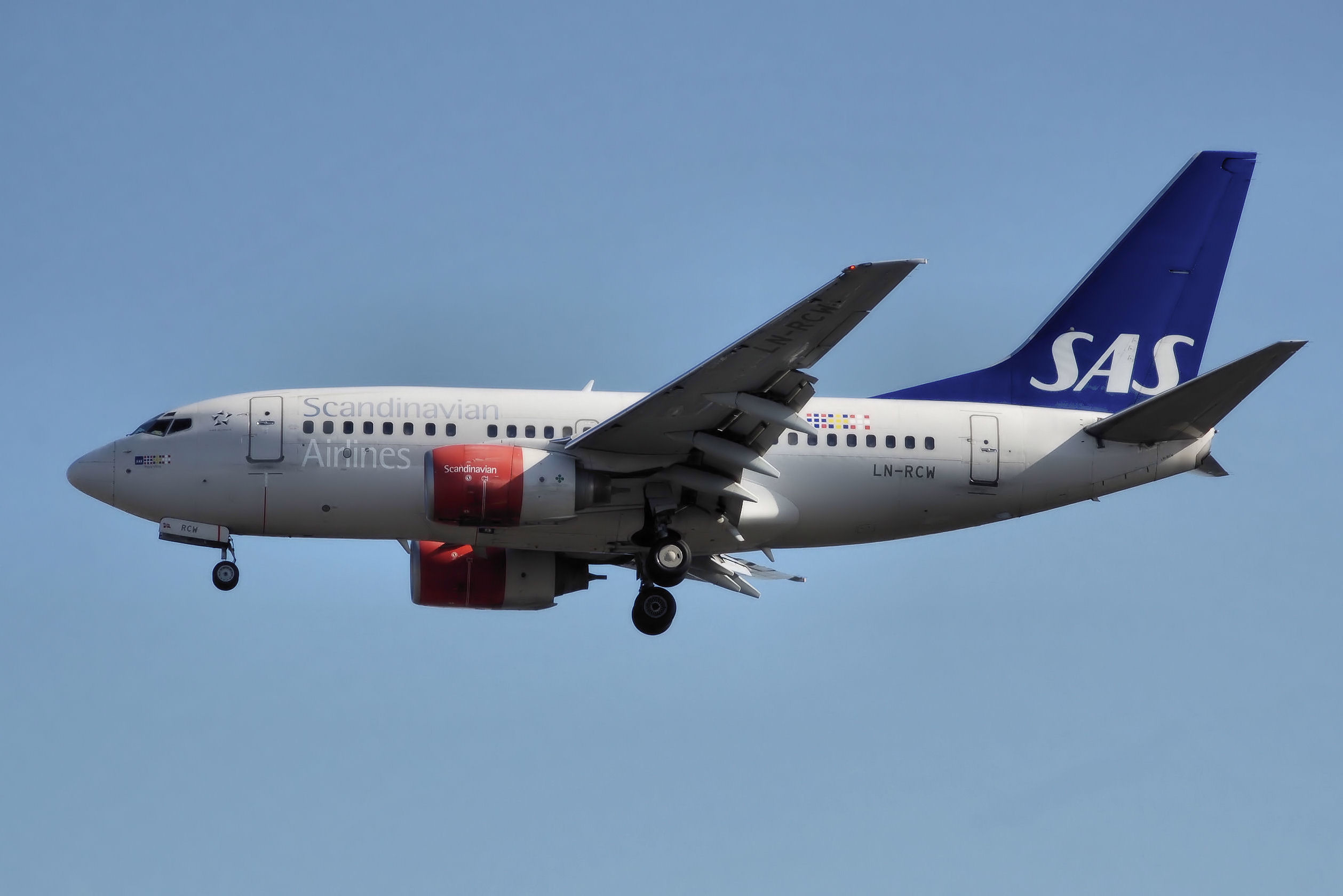
Um 737-600 da SAS

O 737-600 foi lançado pela SAS em março de 1995, com a primeira aeronave entregue em setembro de 1998.  Um total de 69 foram produzidos, a última aeronave foi entregue à WestJet em 2006.  A Boeing exibiu o 737-600 em sua lista de preços até agosto de 2012.  O 737-600 substitui o 737-500 e é semelhante ao Airbus A318.
As winglets não eram uma opção.  A WestJet lançaria os winglets do 737-600, mas os abandonou em 2006.

### 737-700

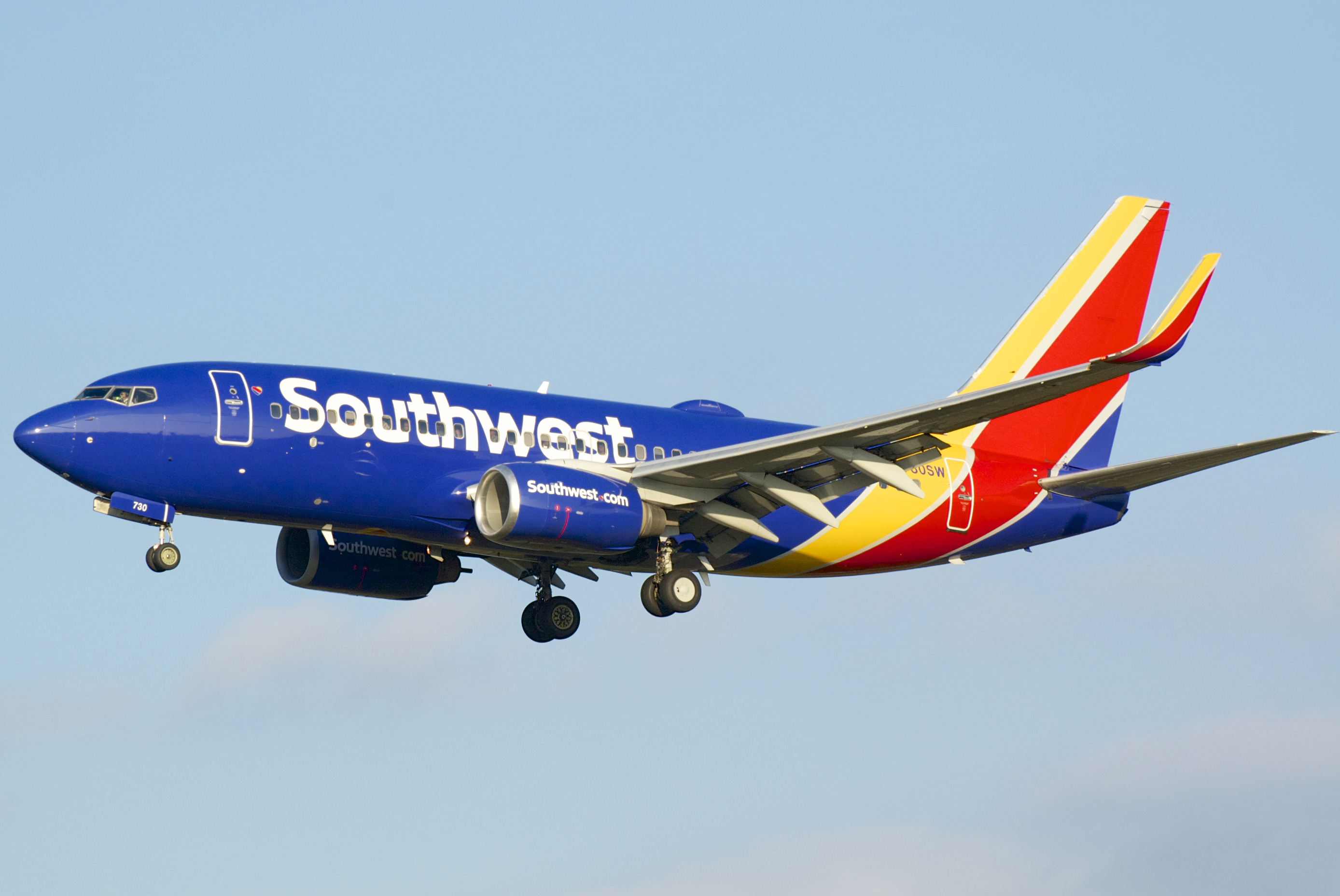
Um 737-700 na nova libré da Southwest Airlines

Em novembro de 1993, a Southwest Airlines lançou o programa Next-Generation com um pedido de 63 737-700 e recebeu o primeiro em dezembro de 1997.  Ele substituiu o 737-300, normalmente acomodando 126 passageiros em duas classes, para 149 em toda a configuração econômica, similarmente ao Airbus A319 .
Em julho de 2018, todas as séries -700 encomendadas, 1.128 -700, 120 -700 BBJ, 20 -700C e 14 -700W foram entregues.  Em junho de 2018, cerca de mil estavam em serviço: metade deles com a Southwest Airlines , seguida pela Westjet com 56 e United Airlines com 39.  O valor de um novo -700 ficou em torno de US $ 35 milhões de 2008 a 2018, uma aeronave de 2003 foi avaliada em US $ 15,5 milhões em 2016 e US $ 12 milhões em 2018 e será desmantelada por US $ 6 milhões até 2023.
No Brasil a 1a unidade foi recebida direto da fábrica pela Varig em 1993. Além da Varig, o 737-700 operou na Rio-Sul e atualmente opera somente na Gol.
O 737-700C é uma versão conversível em que os assentos podem ser removidos para transportar carga.  Há uma porta grande no lado esquerdo da aeronave.  A Marinha dos Estados Unidos foi o cliente de lançamento do 737-700C sob a designação militar C-40 Clipper .

#### 737-700ER
A Boeing lançou o 737-700ER (Extended Range ) em 31 de janeiro de 2006, com a All Nippon Airways como cliente de lançamento.  Inspirado pelo Boeing Business Jet , ele possui a fuselagem do 737-700 e as asas e o trem de pouso do 737-800.  Com até nove tanques de combustível auxiliares, ele pode voar mais de 5,510 nmi (10,200 km)     , 2,145 nmi (3,973 km)     mais longe do que o 737-700.  O primeiro foi entregue em 16 de fevereiro de 2007 para a ANA, com 24 assentos em classe executiva e 24 em premium economy .  Um 737-700 pode acomodar tipicamente 126 passageiros em duas classes.
Foi para voar a rota Nagoya - Guangzhou a partir de março de 2007 como o primeiro ANA BusinessJet, enquanto o segundo foi para iniciar um serviço diário de Tóquio - Mumbai com 36 assentos comerciais a partir de setembro.  Depois de servir em Guangzhou, Mumbai ou Yangon , ambas as aeronaves foram armazenadas desde 27 de março de 2016, esperando para serem vendidas.  Com nove tanques auxiliares, ele pode armazenar 10.707 galões (40.530 litros) de combustível e, com um MTOW de 171.000 libras (77.565 kg), possui uma faixa de 5.775 nmi (10.695 km) com 48 assentos premium em uma classe.  É semelhante ao Airbus A319LR .

### 737-800

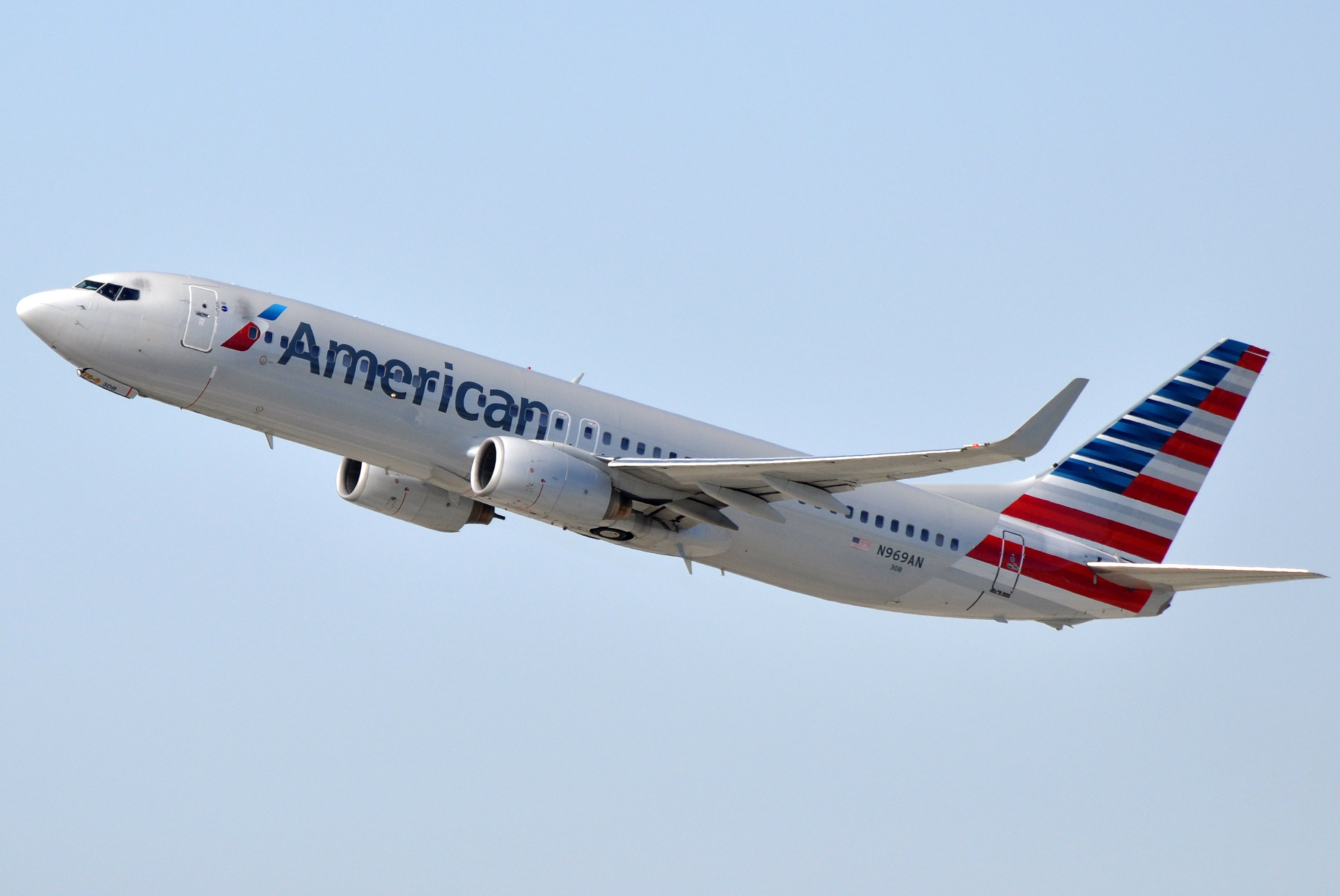
Um 737-800 da American Airlines decolando no Aeroporto Internacional de Los Angeles

O Boeing 737-800 é uma versão estendida do 737-700 e substituiu o 737-400 e compete com o Airbus A320. O 737-800 acomoda 162 passageiros em um layout de duas classes ou 189 passageiros em um layout de uma classe.  O 737-800 foi lançado pela Hapag-Lloyd Flug (agora TUIfly ) em 1994 e entrou em serviço em 1998.
Após a fusão da Boeing com a McDonnell Douglas, o 737-800 também preencheu a lacuna deixada pela decisão da Boeing de descontinuar as aeronaves McDonnell Douglas MD-80 e MD-90 .  Para muitas companhias aéreas nos EUA, o 737-800 substituiu o antigo Boeing 727-200 trijets .
O 737-800 queima 850 US-gal (3 220 l) de combustível de aviação por hora - cerca de 80% do combustível usado por um MD-80 em um voo comparável, mesmo transportando mais passageiros do que o MD-80.  De acordo com o Airline Monitor, uma publicação do setor, um 737-800 queima 4,88 US-gal (18,5 l)   de combustível por assento por hora.  Em 2011, a United Airlines - pilotando um Boeing 737-800 de Houston para Chicago - operou o primeiro voo comercial dos EUA alimentado por uma mistura de biocombustível derivado de algas e combustível de jato tradicional para reduzir sua pegada de carbono .
No início de 2017, um novo 737-800 foi avaliado em US $ 48,3 milhões, caindo para menos de US $ 47 milhões em meados de 2018.  Até 2025, um 737-800W de 17 anos valerá US $ 9,5 milhões e será alugado por US $ 140.000 por mês.
Em janeiro de 2019, a Boeing tinha entregue 4.965 737-800, 110 737-800As e 21 737-800 BBJ2s e tem 75 737-800 pedidos não preenchidos.  O 737-800 é a variante mais popular do 737NG e é a aeronave narrow-body mais comum em serviço.
A Ryanair , uma companhia aérea irlandesa de baixo custo , está entre as maiores operadoras do Boeing 737-800, com uma frota de mais de 400 aeronaves 737-800 servindo rotas na Europa e no norte da África.
No Brasil coube à Varig estrear o modelo, tendo a 1a unidade recebida em 2001. Atualmente somente a Gol opera o 737-800 no Brasil, com 96 unidades. A Webjet, após a compra pela Gol em 2011, operou 7 unidades do 737-800.

#### 737-800BCF
Em fevereiro de 2016, a Boeing lançou um programa de conversão de passageiros para carga, com aeronaves convertidas designadas como 737-800BCF (para a Boeing Converted Freighter).  A Boeing iniciou o programa com pedidos de 55 conversões, com a primeira aeronave convertida a ser entregue no final de 2017.  A primeira aeronave convertida foi entregue ao Atlântico Oeste em abril de 2018.
No Farnborough Airshow de 2018, a GECAS anunciou um acordo para 20 pedidos firmes e 15 pedidos de opção para o 737-800BCF, elevando o compromisso para 50 aeronaves.  O total de pedidos e compromissos inclui 80 aeronaves para mais de meia dúzia de clientes.
As modificações na estrutura do 737-800 incluem a instalação de uma grande porta de carga, um sistema de manuseio de carga e acomodações adicionais para a tripulação ou passageiros não-aéreos.  A aeronave é projetada para voar até 1.995 nmi a um MTOW de 79 toneladas.

### 737-900

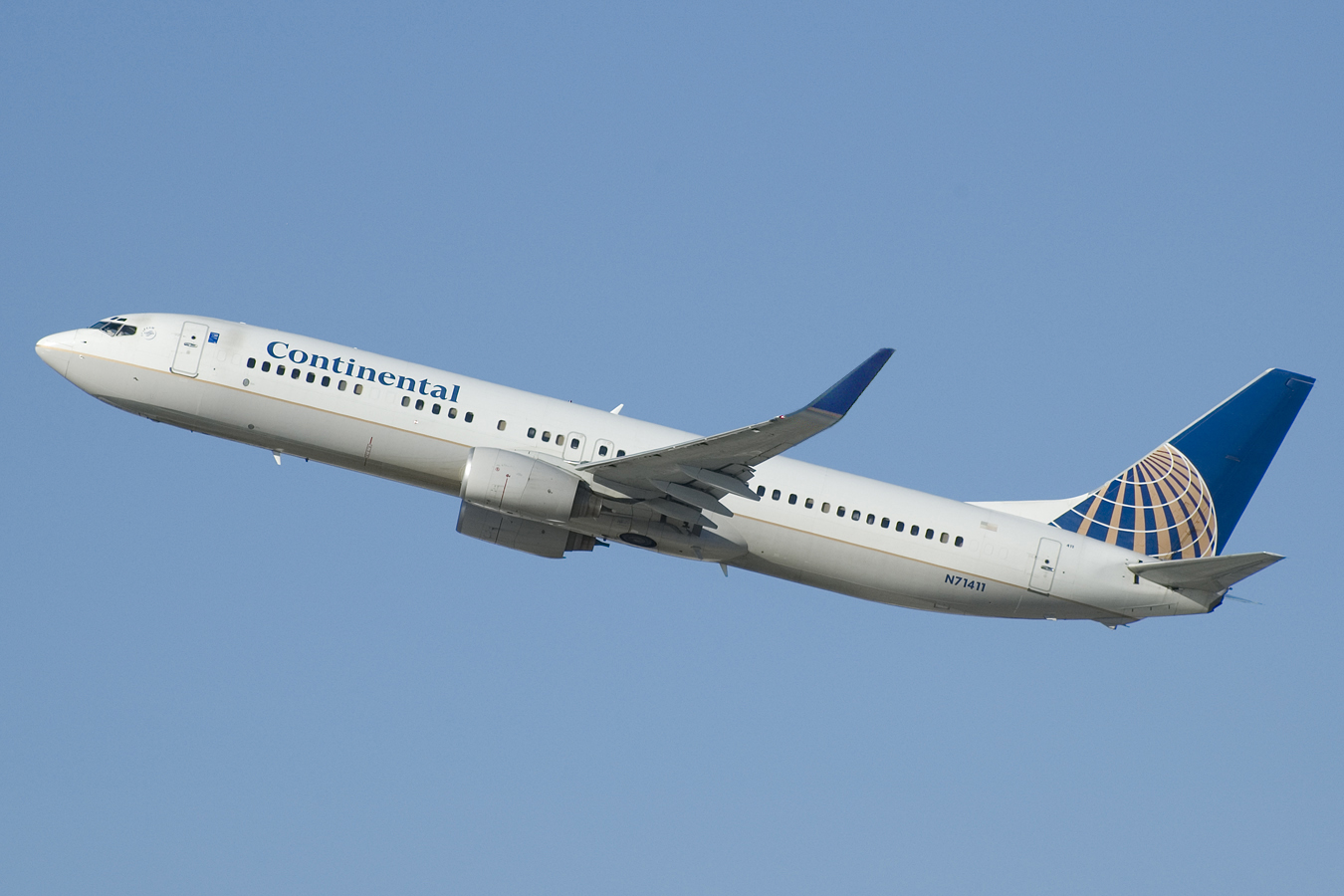
Um 737-900 da Continental Airlines decolando

A Boeing apresentou o 737-900, a variante mais longa até hoje.  Como o −900 mantém a mesma configuração de saída do −800, a capacidade de assentos é limitada a 189 em um layout de alta densidade de 1 classe, embora o número de 2 classes seja maior em aproximadamente 177.  A Alaska Airlines lançou o 737-900 em 1997 e aceitou a entrega em 15 de maio de 2001.  O 737-900 também mantém o MTOW e a capacidade de combustível do −800, faixa de negociação para carga útil.  Essas deficiências até recentemente impediram o 737-900 de efetivamente competir com o Airbus A321 .     

#### 737-900ER

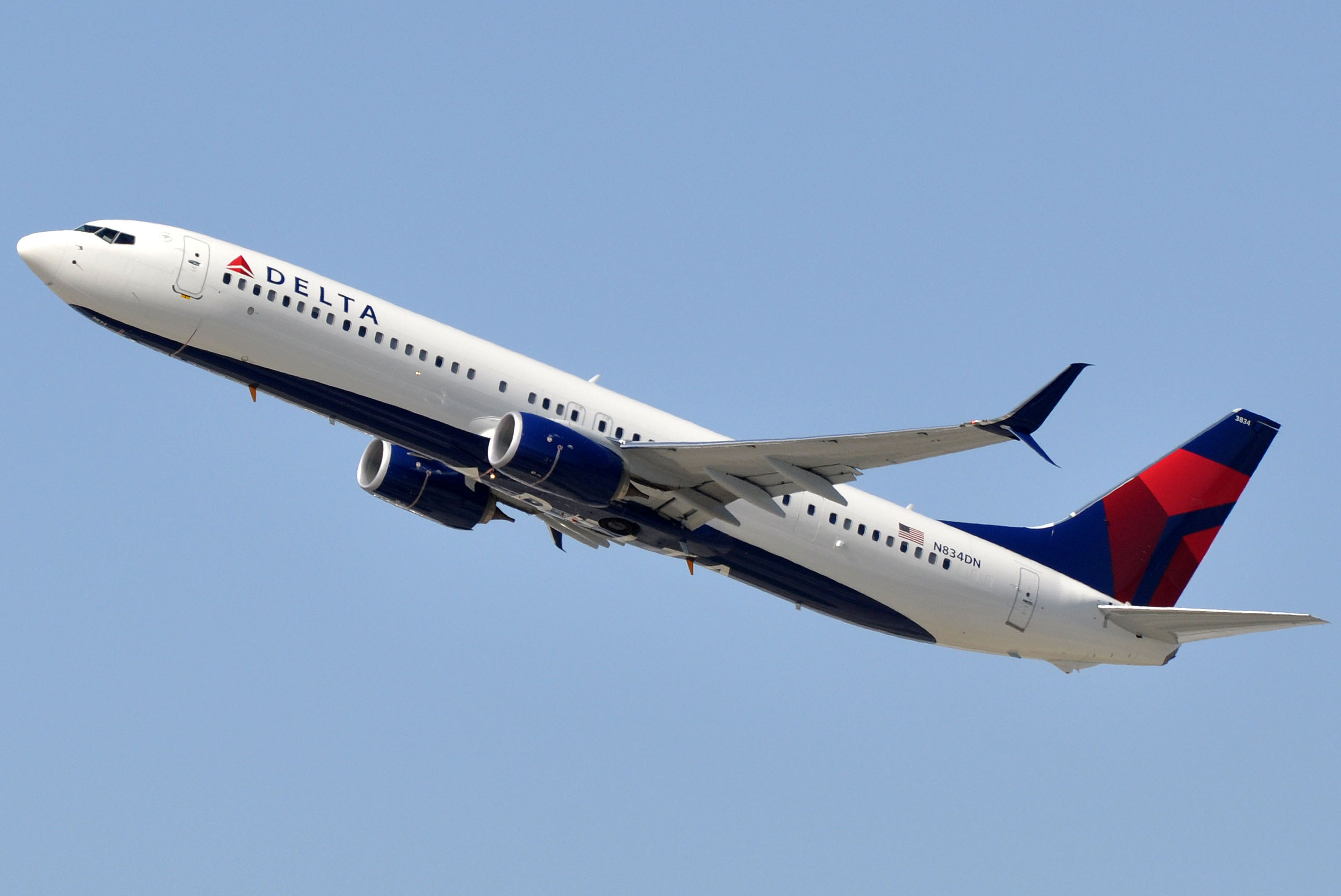
Um 737-900ER da Delta Air Lines decolando, observe a provisão para a porta extra e divisão de winglets de cimitarra

O 737-900ER (ER para alcance estendido), que foi chamado de 737-900X antes do lançamento, é a mais nova adição e a maior variante da linha Boeing 737 NG e foi introduzida para atender a faixa e capacidade de passageiros do 757 descontinuado. 757-200 e para competir diretamente com o Airbus A321. Um par adicional de portas de saída e uma antepara de pressão traseira plana aumentaram a capacidade de assentos para 180 passageiros em uma configuração de duas classes.
Pode acomodar até 220 passageiros.  Algumas companhias aéreas selam a saída adicional. A capacidade adicional de combustível e as aletas padrão melhoraram o alcance de outras variantes do 737NG.
O primeiro 737-900ER foi lançado da fábrica de Renton, Washington , em 8 de agosto de 2006, para seu cliente de lançamento, a Lion Air, uma companhia aérea de baixo custo da Indonésia. A companhia aérea recebeu esta aeronave em 27 de abril de 2007 em um esquema especial de pintura dupla, combinando o logotipo da Lion Air no estabilizador vertical e as cores da Boeing na fuselagem.  A Lion Air tem pedidos para 103 Boeing 737-900ERs em setembro de 2017.
Em janeiro de 2019, 52 -900s, 490 -900ERs e sete -900 BBJ3s foram entregues com 15 pedidos não preenchidos.
Com uma base de operação menor, o -900ER não é tão líquido quanto outras variantes: em outubro de 2018, um 900ER de dez anos valia US $ 19,4 milhões e arrendado por US $ 180.000 por mês em oito anos, abaixo do -800, enquanto lá é um prêmio para o A321 sobre o A320. Em 2025, um -900ER dezessete anos vai chegar a US $ 8,5 milhões, com um contrato de arrendamento $ 120.000, US $ 1 milhão e US $ 20, 000 a menos por mês do que um -800W da mesma idade, e pode ser partido fora ou convertido em um cargueiro .

### Modelos militares

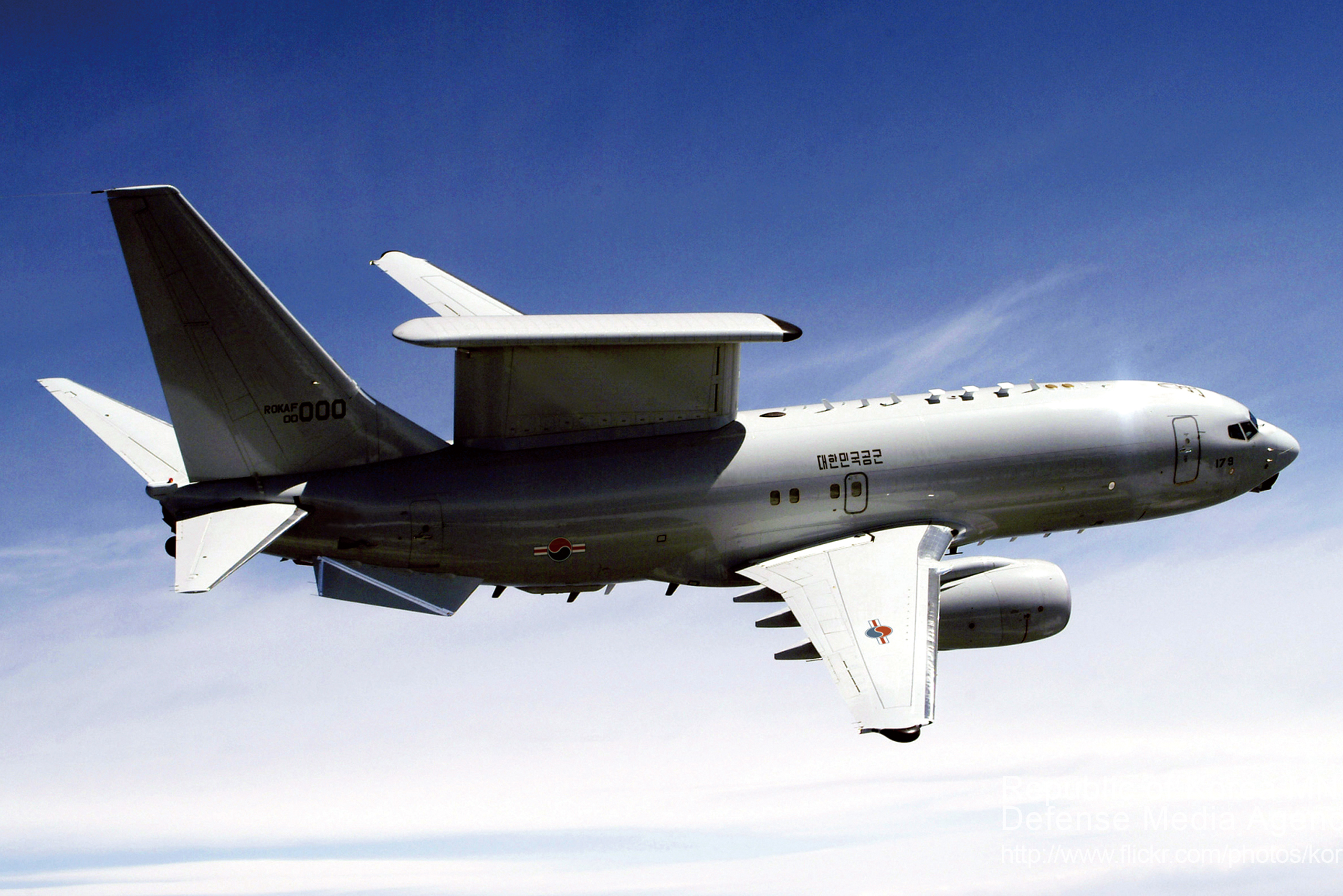
Alerta antecipado aéreo e controle com um Boeing 737 AEW & C

- Boeing 737 AEW & C: O Boeing 737 AEW & C é um 737-700IGW mais ou menos similar ao 737-700ER. Esta é uma versão Airborne Early Warning and Control (AEW & C) do 737NG.  A Austrália é o primeiro cliente (como o Project Wedgetail), seguida pela Turquia e pela Coreia do Sul.
- C-40 Clipper: O C-40A Clipper é um 737-700C usado pela Marinha dos EUA como substituto do C-9B Skytrain II .  O C-40B e C-40C são usados pela Força Aérea dos EUA para transporte de generais e outros líderes seniores.
- P-8 Poseidon: O P-8 é um 737-800ERX ("Extended Range") que foi selecionado em 14 de junho de 2004 para substituir a aeronave de patrulha marítima Lockheed P-3 Orion .[50]  O P-8 é único porque tem wingtips raked 767-400ER , em vez das winglets misturadas disponíveis nas variantes 737NG.  O P-8 é designado por 737-800A pela Boeing.[51]

### Boeing Business Jet

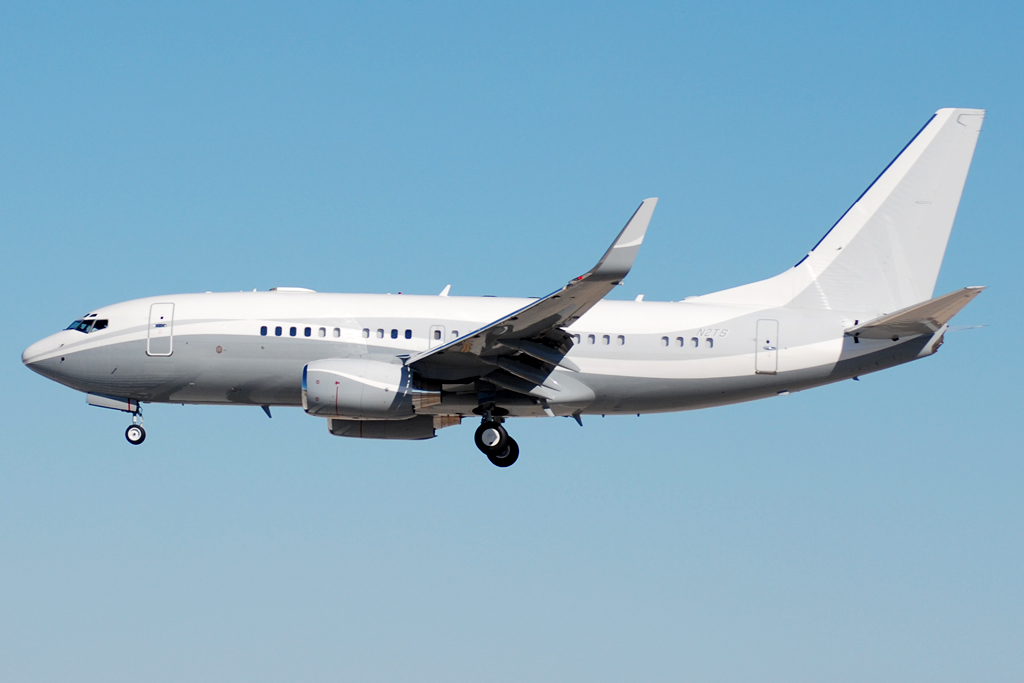
O BBJ1 é tão longo quanto o -700

No final dos anos 80, a Boeing comercializou o jato Boeing 77-33, uma versão do jato comercial 737-300.  O nome foi de curta duração.  Após a introdução da série da próxima geração, a Boeing introduziu a série Boeing Business Jet (BBJ).  O BBJ1 era similar em dimensões ao 737-700, mas tinha características adicionais, incluindo asas e trem de pouso mais fortes do 737-800, e aumentou o alcance (através do uso de tanques extras de combustível) em relação aos outros modelos 737.  O primeiro BBJ lançou em 11 de agosto de 1998 e voou pela primeira vez em 4 de setembro.
Em 11 de outubro de 1999 a Boeing lançou o BBJ2.  Baseado no 737-800, é 5.84 m (19 ft 2 in) mais do que o BBJ1, com 25% a mais de espaço na cabine e duas vezes o espaço para bagagem, mas com alcance ligeiramente reduzido. Também é equipado com tanques de combustível auxiliares e winglets. O primeiro BBJ2 foi entregue em 28 de fevereiro de 2001.
A aeronave BBJ3 é baseada na aeronave 737-900ER.  Em janeiro de 2014, três aeronaves 737-900ER foram configuradas como jatos executivos BBJ3 para clientes da Arábia Saudita.  O BBJ3 é aproximadamente 16 pés mais longo que o 737-800 / BBJ2, e tem um alcance ligeiramente mais curto.     

## Operadores
Em julho de 2018, 6.343 aeronaves Boeing 737 Next Generation estavam em serviço comercial.  Isto compreendeu 39 -600s, 1.027 -700s, 4.764 -800s e 513 -900s.

## Encomendas e entregas
| Série modelo     | Encomendas | Encomendas | Entregas | Entregas | Entregas | Entregas | Entregas | Entregas | Entregas | Entregas | Entregas | Entregas | Entregas | Entregas | Entregas | Entregas | Entregas | Entregas | Entregas | Entregas | Entregas | Entregas | Entregas | Entregas | Entregas | Entregas |
| Jatos Comerciais | Total      | Unfilled   | Total    | 2019     | 2018     | 2017     | 2016     | 2015     | 2014     | 2013     | 2012     | 2011     | 2010     | 2009     | 2008     | 2007     | 2006     | 2005     | 2004     | 2003     | 2002     | 2001     | 2000     | 1999     | 1998     | 1997     |
| ---------------- | ---------- | ---------- | -------- | -------- | -------- | -------- | -------- | -------- | -------- | -------- | -------- | -------- | -------- | -------- | -------- | -------- | -------- | -------- | -------- | -------- | -------- | -------- | -------- | -------- | -------- | -------- |
| 737-600          | 69         | —          | 69       | —        | —        | —        | —        | —        | —        | —        | —        | —        | —        | —        | —        | —        | 10       | 3        | 3        | 6        | 5        | 4        | 6        | 24       | 8        | —        |
| 737-700          | 1,128      | —          | 1,128    | —        | 2        | 4        | 6        | 7        | 11       | 12       | 7        | 43       | 23       | 51       | 61       | 101      | 103      | 93       | 109      | 80       | 71       | 85       | 75       | 96       | 85       | 3        |
| 737-700C         | 22         | 2          | 20       | —        | —        | —        | 3        | —        | 2        | —        | —        | 1        | 2        | —        | 1        | —        | 1        | —        | 2        | —        | 2        | 3        | 3        | —        | —        | —        |
| 737-700W         | 14         | —          | 14       | —        | —        | —        | —        | —        | —        | —        | —        | —        | 2        | 2        | —        | —        | 5        | 2        | 1        | 1        | 1        | —        | —        | —        | —        | —        |
| 737-800          | 4,991      | 26         | 4,965    | 6        | 269      | 397      | 411      | 396      | 386      | 347      | 351      | 292      | 323      | 283      | 190      | 214      | 172      | 104      | 78       | 69       | 126      | 168      | 185      | 133      | 65       | —        |
| 737-800A         | 157        | 47         | 110      | 1        | 18       | 17       | 18       | 15       | 13       | 8        | 9        | 5        | 1        | 3        | 2        | —        | —        | —        | —        | —        | —        | —        | —        | —        | —        | —        |
| 737-900          | 52         | —          | 52       | —        | —        | —        | —        | —        | —        | —        | —        | —        | —        | —        | —        | —        | —        | 6        | 6        | 11       | 8        | 21       | —        | —        | —        | —        |
| 737-900ER        | 505        | 15         | 490      | 7        | 34       | 37       | 52       | 73       | 70       | 67       | 44       | 24       | 15       | 28       | 30       | 9        | —        | —        | —        | —        | —        | —        | —        | —        | —        | —        |
| Total            | 6,938      | 90         | 6,848    | 14       | 323      | 455      | 490      | 491      | 482      | 434      | 411      | 365      | 366      | 367      | 284      | 324      | 291      | 208      | 199      | 167      | 213      | 281      | 269      | 253      | 158      | 3        |
| Business Jets    | Total      | Unfilled   | Total    | 2019     | 2018     | 2017     | 2016     | 2015     | 2014     | 2013     | 2012     | 2011     | 2010     | 2009     | 2008     | 2007     | 2006     | 2005     | 2004     | 2003     | 2002     | 2001     | 2000     | 1999     | 1998     | 1997     |
| BBJ 737-700      | 121        | 1          | 120      | —        | 1        | —        | —        | 3        | 1        | 5        | 2        | 7        | 4        | 4        | 4        | 6        | 9        | 3        | 3        | 3        | 8        | 13       | 11       | 25       | 8        | —        |
| BBJ 737-800      | 23         | 2          | 21       | —        | —        | —        | —        | —        | 2        | 1        | 2        | —        | 2        | —        | 1        | —        | 2        | 1        | —        | 3        | 2        | 5        | —        | —        | —        | —        |
| BBJ 737-900      | 7          | —          | 7        | —        | —        | —        | —        | 1        | —        | —        | —        | —        | 4        | 1        | 1        | —        | —        | —        | —        | —        | —        | —        | —        | —        | —        | —        |
| Total            | 151        | 3          | 148      | —        | 1        | —        | —        | 4        | 3        | 6        | 4        | 7        | 10       | 5        | 6        | 6        | 11       | 4        | 3        | 6        | 10       | 18       | 11       | 25       | 8        | —        |
| Grand Total      | 7,089      | 93         | 6,996    | 14       | 324      | 455      | 490      | 495      | 485      | 440      | 415      | 372      | 376      | 372      | 290      | 330      | 302      | 212      | 202      | 173      | 223      | 299      | 280      | 278      | 166      | 3        |

Dados até 31 de janeiro de 2019 

## Acidentes e incidentes
De acordo com a Aviation Safety Network , a série Boeing 737 Next Generation está envolvida em 15 acidentes com perda de casco e 10 sequestros, totalizando 590 mortes.  O pior que envolveu a aeronave foi o voo 812 da Air India Express, que caiu em 2010.  Uma análise da Boeing sobre acidentes com aviões comerciais no período de 1959 a 2013 mostrou que a série Next Generation teve uma taxa de perda de casco de 0,27 por milhão de partidas contra 0,54 para a série clássica e 1,75 para a série original.

## Especificações
| Variant                 | 737-600 | 737-700 | 737-800 | 737-900ER |
| ----------------------- | --- | --- | --- | --- |
| Cockpit crew            | Two | Two | Two | Two |
| 2-class:56–62           | 108 (8F@36" 100Y@32") | 128 (8F@36" 120Y@32") | 160 (12F@36" 148Y@32") | 177 (12F@36" 165Y@32") |
| 1-class:56–62           | 123 @32" - 130 @ 30" | 140 @32" - 148 @ 30" | 175 @32" - 184 @ 30" | 177 @32" - 215 @ 28" |
| Exit Limit              | 149 | 149 | 189 | 220 |
| Seat width:67           | First : 22in / 56 cm; Economy : 17in / 43 cm                                                                                     | First : 22in / 56 cm; Economy : 17in / 43 cm                                                                                     | First : 22in / 56 cm; Economy : 17in / 43 cm                                                                                     | First : 22in / 56 cm; Economy : 17in / 43 cm                                                                                     |
| Length:34–41            | 102 ft 6 in / 31.24 m | 110 ft 4 in / 33.63 m | 129 ft 6 in / 39.47 m | 138 ft 2 in / 42.11 m |
| Height:34–41            | 41 ft 3 in / 12.57 m | 41 ft 3 in / 12.57 m | 41 ft 2 in / 12.55 m | 41 ft 2 in / 12.55 m |
| Wing                    | Span: 112 ft 7 in / 34.32 m, with winglets: 117 ft 5in / 35.79m;:34–41 Area: 124.60 m2 (1,341.2 sq ft); Sweepback: 25°; AR: 9.44 | Span: 112 ft 7 in / 34.32 m, with winglets: 117 ft 5in / 35.79m;:34–41 Area: 124.60 m2 (1,341.2 sq ft); Sweepback: 25°; AR: 9.44 | Span: 112 ft 7 in / 34.32 m, with winglets: 117 ft 5in / 35.79m;:34–41 Area: 124.60 m2 (1,341.2 sq ft); Sweepback: 25°; AR: 9.44 | Span: 112 ft 7 in / 34.32 m, with winglets: 117 ft 5in / 35.79m;:34–41 Area: 124.60 m2 (1,341.2 sq ft); Sweepback: 25°; AR: 9.44 |
| Fuselage:67             | Width: 12 ft 4 in (3.76 m); Cabin width: 11 ft 7 in (3.53 m); Cabin height: 86.6 in (2.20 m)                                     | Width: 12 ft 4 in (3.76 m); Cabin width: 11 ft 7 in (3.53 m); Cabin height: 86.6 in (2.20 m)                                     | Width: 12 ft 4 in (3.76 m); Cabin width: 11 ft 7 in (3.53 m); Cabin height: 86.6 in (2.20 m)                                     | Width: 12 ft 4 in (3.76 m); Cabin width: 11 ft 7 in (3.53 m); Cabin height: 86.6 in (2.20 m)                                     |
| OEW:21–24               | 80,200 lb / 36,378 kg | 83,000 lb / 37,648 kg | 91,300 lb / 41,413 kg | 98,495 lb / 44,677 kg |
| MLW:21–24               | 121,500 lb / 55,111 kg | 129,200 lb / 58,604 kg | 146,300 lb / 66,361 kg | 157,300 lb / 71,350 kg |
| MTOW:21–24              | 144,500 lb / 65,544 kg | 154,500 lb / 70,080 kg | 174,200 lb / 79,016 kg | 187,700 lb / 85,139 kg |
| Fuel capacity:21–24     | 6,875 US gal / 26,022 L | 6,875 US gal / 26,022 L | 6,875 US gal / 26,022 L | 7,837 US gal / 29,666 L |
| Lower deck cargo:21–24  | 720 ft³ / 20.4 m³ | 966 ft³ / 27.4 m³ | 1,555 ft³ / 44.1 m³ | 1,826 ft³ / 51.7 m³ |
| Takeoff run             | 1,878 m (6,161 ft) | 2,042 m (6,699 ft) | 2,316 m (7,598 ft) | 3,000 m (9,800 ft):159 |
| Flight envelope         | 41,000 pés (12 m) Ceiling, Mach 0.82 (470 kn; 871 km/h) MMo                                                                      | 41,000 pés (12 m) Ceiling, Mach 0.82 (470 kn; 871 km/h) MMo                                                                      | 41,000 pés (12 m) Ceiling, Mach 0.82 (470 kn; 871 km/h) MMo                                                                      | 41,000 pés (12 m) Ceiling, Mach 0.82 (470 kn; 871 km/h) MMo                                                                      |
| Cruise                  | Predefinição:Convert/Mach | Predefinição:Convert/Mach | Predefinição:Convert/Mach | Predefinição:Convert/Mach |
| Range                   | 3,235 nmi (5,991 km) | 3,010 nmi (5,570 km) | 2,935 nmi (5,436 km) | 2,950 nmi (5,460 km) |
| Engines (× 2)           | CFM56-7B18/20/22:126–133 | CFM56-7B20/22/24/26/27:134–149                                                                                                   | CFM56-7B24/26/27:150–161 | CFM56-7B24/26/27:150–161 |
| Thrust (× 2)            | 20,000–22,000 lbf (89–98 kN) :126–133                                                                                            | 20,000–26,000 lbf (89–116 kN) :134–149                                                                                           | 24,000–27,000 lbf (110–120 kN) :150–153                                                                                          | 24,000–27,000 lbf (110–120 kN) :154–161                                                                                          |
| Cruise max. thrust      | 5,960 lbf (26.5 kN) (climb) | 5,960 lbf (26.5 kN) (climb) | 5,960 lbf (26.5 kN) (climb) | 5,960 lbf (26.5 kN) (climb) |
| Engine dimensions       | Fan tip diameter: 61 in (155 cm), length: 103.50 in (263 cm)                                                                     | Fan tip diameter: 61 in (155 cm), length: 103.50 in (263 cm)                                                                     | Fan tip diameter: 61 in (155 cm), length: 103.50 in (263 cm)                                                                     | Fan tip diameter: 61 in (155 cm), length: 103.50 in (263 cm)                                                                     |
| Engine ground clearance | 18 in / 46 cm:44 | 18 in / 46 cm:44 | 19 in / 48 cm:45 | 19 in / 48 cm:45 |
| ICAO Type               | B736 | B737 | B738 | B739 |

1. ↑  two auxiliary tanks
2. ↑  MTOW, sea level, ISA+20°C
3. ↑  110 passengers
4. ↑  126 passengers
5. ↑  162 passengers
6. ↑  178 passengers
7. ↑  35,000 ft – Mach 0.8 – ISA